# Milan Radulović
Milan Radulović (czarn. i serb. Милан Радуловић, ur. 18 sierpnia 1981 w Titogradzie) – czarnogórski piłkarz serbskiego pochodzenia występujący na pozycji obrońcy.

## Kariera klubowa
Wychowanek klubu FK Crvena Stijena z rodzinnej Podgoricy. W 2001 roku rozpoczął karierę na poziomie seniorskim w FK Zeta, gdzie przez 4 sezony występował jako podstawowy zawodnik i zaliczył  102 spotkania w Prvej Lidze. W sezonie 2004/05 jego klub zajął w tabeli 3. lokatę, za FK Partizan i FK Crvena zvezda, co jest najlepszym osiągnięciem FK Zeta w okresie uczestnictwa w jugosłowiańskim systemie ligowym. W połowie 2005 roku Radulović podpisał kontrakt z GKS Bełchatów, prowadzonym przez Mariusza Kurasa. 26 lipca 2005 zadebiutował w I lidze w meczu przeciwko Górnikowi Zabrze (0:0). W rundzie jesiennej sezonu 2005/06 rozegrał 5 spotkań, wszystkie w pełnym wymiarze czasowym. Rundę wiosenną spędził on w zespole czwartoligowych rezerw, jednocześnie figurując na liście transferowej.
Latem 2006 roku powrócił do FK Zeta, w barwach której wziął udział w inauguracyjnym sezonie 1. CFL, który zakończył się wywalczeniem tytułu mistrzowskiego. W lipcu 2007 roku zadebiutował w europejskich pucharach w meczu przeciwko FBK Kaunas (3:1) w eliminacjach Liga Mistrzów 2007/08. W sierpniu 2007 przeniósł się do Hapoelu Ironi Kirjat Szemona, gdzie po dwóch miesiącach rozwiązał umowę bez rozegrania żadnego spotkania. Po powrocie do Czarnogóry, w latach 2007–2012 występował na poziomie 1. CFL jako zawodnik: FK Mogren, FK Dečić, FK Budućnost Podgorica, FK Zeta oraz FK Mladost Podgorica. W pierwszej połowie 2013 roku grał w szwedzkim klubie Nordvärmlands FF (IV liga). Po sezonie 2013/14 zakończył karierę zawodniczą jako piłkarz FK Mladost Podgorica i zajął się szkoleniem młodzieży.

## Kariera reprezentacyjna
W latach 2002–2003 występował w reprezentacji Jugosławii U-21 (2002) oraz Serbii i Czarnogóry U-21 (2003), które prowadził Vladimir Petrović.

## Sukcesy
FK Zeta
- mistrzostwo Czarnogóry: 2006/07